# William Peverell el Joven
William Peverell el Joven (Latín medieval: Willelmus Peverellus; Nottingham, c. 1080-Londres, c. 1155), fue un noble caballero anglonormando, sheriff de Nottinghamshire durante el reinado de Esteban I de Inglaterra. Era hijo de William Peverell el Viejo. En 1138 participó en la batalla del Estandarte al lado del rey Esteban. En 1141 prestó su apoyo al rey Esteban en la batalla de Lincoln donde ambos fueron apresados. Fue rápidamente liberado al cambiar de bando y apoyar a la Emperatriz Matilde, pero se supone que era una artimaña para recuperar el Castillo de Nottingham que había perdido un año antes. Durante un banquete, William Peverell envenenó a Ranulf de Gernon y otros nobles el 16 de diciembre de 1153. Por ello, cuando Enrique II de Inglaterra ascendió al trono, lo acusó por conspiración y apoyo al rey Esteban. Sus propiedades fueron confiscadas y él fue enviado al exilio en 1155. Tras el suceso se recluyó como monje en un monasterio hasta su muerte.

## Herencia
Se casó con Avice de Montgomery, condesa de Lancaster y Nottingham (c. 1095-1149), hija de Roger de Poitou. Fruto de esa relación nacieron varios hijos:
- Margaret Peverell, condesa de Derby. Heredera de William;[8]
- Helen Peverell (c. 1109-?);
- Richard Peverell (c. 1110-?);
- Henry Peverell (c. 1122-?).

En segundas nupcias se casó con Oddona de Avranches, una hija ilegítima de Hugo de Avranches, con quien tuvo otro hijo llamado Henry.